# Jay Bruce
Pour les articles homonymes, voir Bruce.
Jay A. Bruce (né le 3 avril 1987 à Beaumont, Texas, États-Unis) est un ancien voltigeur des Ligues majeures de baseball. 

## Carrière

### Ligues mineures
Repêché en première ronde (12e au total) par les Reds de Cincinnati en 2005, Jay Bruce était considéré comme l'un des principaux joueurs d'avenirs des ligues majeures. En 2007, Baseball America le nomme meilleur joueur des ligues mineures et meilleur prospect dans leur Top 100 annuel.
Après avoir été invité à l'entraînement des Reds au printemps 2008, il entreprend la saison avec les Bats de Louisville, le club-école AAA de l'équipe.

### Reds de Cincinnati

#### Saison 2008

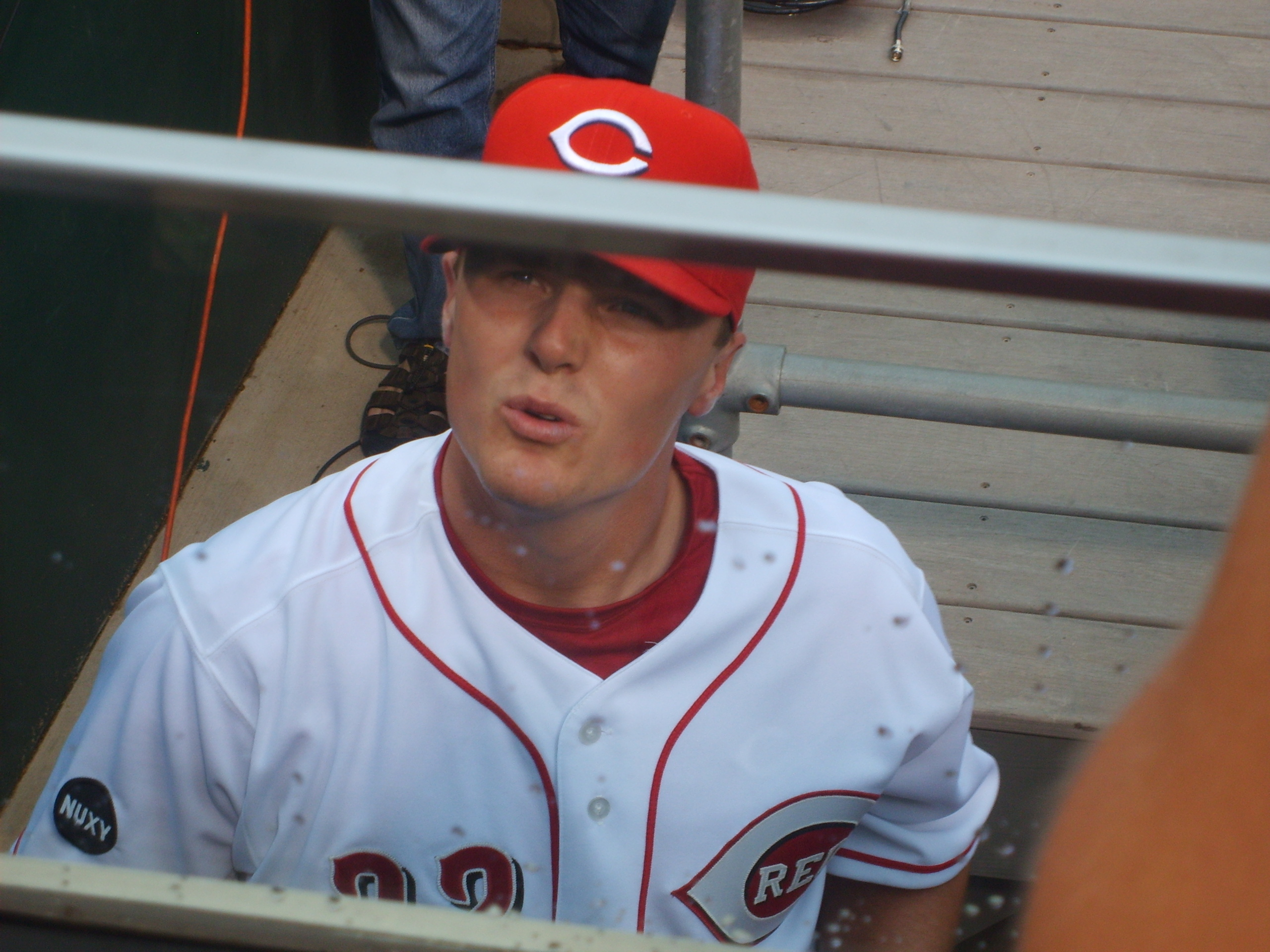
Jay Bruce le 27 mai 2008, jour de son premier match dans le baseball majeur.

Il est rappelé en mai et fait des débuts remarqués dans les ligues majeures le 27 mai 2008 contre les Pirates de Pittsburgh. Il frappe 3 coups sûrs en 3 (deux simples et un double), fait marquer 2 points, croise la plaque 2 fois, soutire 2 buts-sur-balles et vole un but.
À son second match, le 28 mai, toujours contre Pittsburgh, il frappe un double, vole un but et soutire 2 autres buts-sur-balles.
Bruce devenait le premier joueur depuis 1977 à atteindre les sentiers à ses six premières apparitions au bâton dans les ligues majeures.
Jay Bruce a complété sa saison recrue avec une moyenne au bâton de .254. Il a cogné 21 coups de circuit, produit 52 points, en a marqué 63 et frappé 105 coups sûrs en 108 parties jouées. Il a terminé 5e au scrutin visant à élire la recrue de l'année dans la Ligue nationale.

#### Saison 2009
En 2009, il a frappé dans une faible moyenne de .223 en 101 parties, mais a produit 58 points, en grande partie grâce à une récolte de 22 coups de circuit.

#### Saison 2010
Bruce participe à 148 matchs des Reds en 2010 et hausse sa moyenne au bâton à .281. Il présente de nouveaux sommets personnels en offensive avec 143 coups sûrs, 23 doubles, 25 circuits, 70 points produits et 80 points marqués. Avec les Reds, champions de la division Centrale de la Ligue nationale, il prend part aux séries éliminatoires pour la première fois. L'équipe est éliminée hâtivement, mais Bruce claque un coup de circuit en solo dans la Série de division opposant les Reds aux Phillies de Philadelphie.

#### Saison 2011
Bruce est nommé joueur par excellence du mois de mai 2011 dans la Ligue nationale alors qu'il domine les autres joueurs dans plusieurs catégories offensives durant cette période : 12 circuits, 33 points produits, 23 points marqués, 19 coups sûrs de plus d'un but et une moyenne de puissance de .739.
Il reçoit en juillet sa première invitation au match des étoiles du baseball majeur. En 2011, Bruce est à son poste pour 157 des 162 parties des Reds. Il établit ses nouveaux sommets personnels de 32 coups de circuit, 150 coups sûrs, 84 points marqués et 97 points produits.

### Mets de New York
Le 1er août 2016, les Reds de Cincinnati échangent Jay Bruce aux Mets de New York contre le joueur de deuxième but Dilson Herrera et le lanceur gaucher des ligues mineures Max Wotell.

### Indians de Cleveland
Le 9 août 2017, les Mets de New York échangent Bruce aux Indians de Cleveland contre le lanceur droitier des ligues mineures Ryder Ryan. 